# Compagnie de Nouvelle-Zélande
La Compagnie de Nouvelle-Zélande fut créée à Londres en 1837 pour promouvoir la colonisation systématique de la Nouvelle-Zélande. La Compagnie avait l'intention de suivre les principes colonisateurs d'Edward Gibbon Wakefield, qui envisageait la création d'une nouvelle société sur le modèle de la société anglaise dans l'hémisphère sud.
La Compagnie établit ses campements à Wellington (1840), Nelson (1842), Wanganui (1840) et Dunedin (1848) et fut aussi impliquée dans l'érection de New Plymouth (1841) et Christchurch (1850) par le biais de ses sociétés filles Otago Association et Canterbury Association. Elle a atteint son pic d'efficacité en 1841, puis a rencontré à partir de 1843 des problèmes financiers, dont elle ne s'est jamais remise, et elle s'est dissoute en 1858.
Il est remarquable que la connaissance de l'histoire de la Compagnie de Nouvelle-Zélande (en 1825-1826, en 1839-1858), qui a été associée de manière majeure à la colonisation de la Nouvelle-Zélande par les Européens, soit pauvre, pleine de lacunes et partiellement contradictoire. Dans l'euphorie et les troubles de la colonisation de la Nouvelle-Zélande de 1820 à la fin du XIXe siècle, certains faits et données historiques semblent avoir disparu.

## Contexte historique
Avec le début de la révolution industrielle à la fin du XVIIIe siècle, la situation de la population active s'aggravait à vue d'œil en Grande-Bretagne. Les travailleurs étaient remplacés par des machines, le chômage montait en flèche et les salaires baissaient. De plus la population augmentait rapidement, d'environ 16 millions en 1801 elle était d'environ 26 millions en 1841. La grande majorité des ouvriers et des simples paysans vivaient dans la misère. Ceux qui avaient un travail, avaient à peine de quoi vivre et ceux qui n'avaient aucun travail, devaient mendier. La frustration et les débats violents augmentaient. Dans le sud du pays, les usines furent attaquées, finalement, 1831 ouvriers et (?) détruisaient les machines. En Irlande la famine augmentait en raison de plusieurs mauvaises récoltes de pommes de terre. Dans ce climat l'élan naissait chez beaucoup de gens d'émigrer et de chercher une vie plus digne et meilleure.
Après les reconnaissances et les cartographies du capitaine James Cook en 1769-70, les pêcheurs, les chasseurs et plus tard aussi des missionnaires vinrent au cours des années suivantes peu à peu principalement en Nouvelle-Zélande. Les clients pour ce nouveau pays augmentaient en Grande-Bretagne. Mais la Nouvelle-Zélande était très loin et un pays non cultivé avec les forêts immenses et les hautes fougères et ne promettait pas d'être la "terre promise". Ainsi les émigrations étaient plutôt peu abondantes vers la Nouvelle-Zélande. En 1839 environ 2 000immigrants y vivaient, mais en 1852 ils devaient être déjà 28 000 justement en Nouvelle-Zélande. Le point décisif pour ce changement considérable fut la signature du traité de Waitangi le 6 février 1840. La Nouvelle-Zélande devenue une colonie britannique encourageait les émigrants à essayer de trouver leur bonheur dans la nouvelle colonie.

## Première tentative de colonisation
C'est en 1825 qu'eut lieu la première tentative de colonisation de la Nouvelle-Zélande par une compagnie qui portait elle aussi le nom de Compagnie de Nouvelle-Zélande, formée à Londres, avec à sa tête le député John George Lambton. La compagnie a adressé sans succès une pétition au Gouvernement britannique pour un contrat de 31 ans pour obtenir l'exclusivité aussi bien commerciale que militaire, ayant anticipé les grands bénéfices qui pouvaient être faits à partir du lin de Nouvelle-Zélande (Phormium), le bois de kauri, la pêche à la baleine.

## Nelson
Deux groupes d'immigrés allemands ont débarqué à Nelson :
- 1842-1843 : John Nicolas Beit (Upper Moutere, Sankt Paulidorf, J.H. Trost, J.W.C. Heine, J.E.C. Wohlers, J.C. Riemenschneider (dit Rimene, de Warea),
- 1844 : Gref Kuno Zu Ranzau, et ses compagnons, dont Rocco Sonnleithner, fondateurs du village de Ranzau.